# Klim Šipenko
Klim Alexejevič Šipenko (rusky Клим Алексеевич Шипенко; * 16. června 1983 Moskva) je ruský filmový režisér, scenárista, herec a producent. V roce 2021 při natáčení svého nového filmového projektu na několik dní letěl na Mezinárodní vesmírnou stanici (ISS).

## Vzdělání a kariéra
Klim Šipenko vystudoval filmovou produkci na univerzitě v Kalifornii. Debutoval v roce 2006 krátkým filmem podle povídky Ernsta Hemingwaye Noční expres (rusky Ночной экспресс) a následně se zapojil do bezmála dvacítky ruských filmů. Prozatímním vyvrcholením jeho filmařské kariéry jsou drama Saljut 7 (rusky Салют-7) z roku 2017, inspirovaný skutečnými událostmi z roku 1985 při záchraně nefunkční stejnojmenné ruské orbitální stanice, a thriller Text (rusky Текст) z roku 2019. Oba po uvedení získaly od ruské Národní akademie filmových změní a věd ocenění Zlatý orel za nejlepší film. Šipenkův další film z roku 2019, komedie Cholop (rusky Холоп) se počátkem roku 2020 stal v Rusku a SNS nejvýdělečnějším domácím filmem všech dob.

## Kosmonaut
Tématu kosmonautiky se Klim Šipenko držel i ve svém projektu, jehož produkce byla naplánována na rok 2021. Kvůli natáčení v reálném prostředí se Šipenkovi podařilo získat dvě místa v kosmickém letu na Mezinárodní vesmírnou stanici. Film Vyzov (rusky Вызов; doslovně Výzva) se natáčel během návštěvy ISS, na kterou Šipenka doprovodila herečka Julija Peresildová, která byla vybrána v konkursu ze tří tisíc uchazeček. Před vesmírným letem podstoupili Peresildová a Šipenko se členy záložní posádky zrychlený čtyřměsíční trénink ve Středisku přípravy kosmonautů J. A. Gagarina, který zahájili 24. května 2021. Oba se stali členy posádky Sojuzu MS-19
Loď Sojuz MS-19 odstartovala z kosmodromu Bajkonur 5. října 2021 v 08:55:02 UTC a po pouhých třech a půl hodinách se ve 12:22 UTC připojila k ISS. Velitelem mise byl Anton Škaplerov. Během letu se kromě Peresildové, Škaplerova a Šipenka, který se vedle režie staral také o kameru, osvětlení, nahrávání zvuku a make-up, do natáčení zapojili i zbylí ruští kosmonauti na palubě, Oleg Novickij a Pjotr Dubrov. Použita k tomu byla technika a vybavení, které na ISS v červnu 2021 doručila nákladní loď Progress MS-17. Po splnění úkolů spojených s natáčením a zapojením do vědeckého programu Peresildová a Šipenko odletěli z ISS 17. října 2021 v 01:14 UTC v lodi Sojuz MS-18 s jejím velitelem Novickým a v 04:35:44 UTC přistáli na Zemi.